# Pierre Descamps
Pierre Paul Louis Albert César Descamps (* 15. Oktober 1916 in Ath, Provinz Hennegau; † 19. April 1992 in Bordeaux, Frankreich) war ein belgischer Politiker der Liberalen Partei sowie der Partei für Freiheit und Fortschritt, der zwischen 1961 und 1985 Mitglied des Senats war. Er erhielt am 30. März 1973 den Ehrentitel eines Staatsministers.

## Leben

### Senator und Parteivorsitzender
Pierre Paul Louis Albert César Descamps absolvierte er Studium der Philosophie und Literatur und schloss dieses mit einem Lizenziat ab. Während der deutschen Besatzung im Zweiten Weltkrieg engagierte er sich in der Widerstandsbewegung O sowie als Chef des Netzwerks Sabot in Frankreich. Nach der am 6. Juni 1944 erfolgten Landung der Alliierten in der Normandie und der Befreiung Belgiens war er als Unternehmer und Wirtschaftsmanager tätig. Sein politisches Engagement begann er Ende der 1950er Jahre, als er für die Liberale Partei bei den Kommunalwahlen im Oktober 1958 zum Mitglied des Gemeinderates sowie Bürgermeister von Aubechies gewählt wurde und diese Funktion zwischen 1959 und 1976 innehatte.
Im März 1961 wurde Descamps für die Liste der Partei für Freiheit und Fortschritt, die Nachfolgerin der Liberalen Partei, erstmals zum Mitglied des Senats gewählt. Er gehörte diesem bis 1978 an und vertrat zunächst den Bezirk Tournai-Ath sowie danach den Bezirk Tournai-Ath-Mouscron. Während seiner Senatszugehörigkeit war Mitglied des Senatspräsidiums (Questeur) sowie von 1968 bis 1970 Vizepräsident des Senats. Er war innerhalb der Partei für Frieden und Fortschritt, die seit 1968 in der Opposition war, im Dezember 1970 für die Unterstützung der Regierung G. Eyskens IV bei der Abstimmung über die Revision der Verfassung maßgeblich verantwortlich. Die Unterstützung der wallonischen Liberalen war entscheidend für das Erreichen der erforderlichen Zweidrittelmehrheit für die Staatsreform. Aber seine Partei unterstützte die Konsequenzen von der im Rahmen von Walen Buiten („Wallonen raus“) erfolgten Spaltung der Katholischen Universität Löwen zwischen November 1967 und Juni 1968 kaum und als Omer Vanaudenhove die Präsidentschaft der Partei aufgibt, ist es Pierre Descamps aus den Reihen der wallonischen Liberalen, der ihm nach einer Übergangszeit von Norbert Hougardy folgt. Als Nachfolger von Norbert Hougardy übernahm er am 8. Juni 1969 den Posten als Vorsitzender der Partei für Freiheit und Fortschritt und hatte diesen bis zum 8. Mai 1971 inne. Er war damit der letzte Präsident einer „einheitlichen“ liberalen Partei, da im Mai/Juni 1971 jeweils Brüsseler, wallonische und flämische Flügel gebildet wurden.

### Staatsminister und Bürgermeister von Belœil
Aufgrund seiner langjährigen Tätigkeit als Senator erhielt er am 30. März 1973 den Ehrentitel eines Staatsministers. Im Sommer 1974 gehörte Pierre Descamps zu den Senatoren, die das von François Perin und Robert Vandekerckhove eingebrachte vorläufige Regionalisierungsgesetz verabschiedeten. Ab dem 26. November 1974 nahm er als Mitglied an der Arbeit des Provisorischen Wallonischen Regionalrates (Conseil régional wallon provisoire) teil, dem er bis 1977 angehörte. In einem Brief an die wallonischen Wähler forderte er November 1976 auch mehr politische Autonomie für Wallonien und schrieb dazu unter anderem:
„Wir sind davon überzeugt, dass wirtschaftliche, soziale und kulturelle Gründe den Kampf um Wallonien zu einem vorrangigen Ziel machen.“
(‚Nous sommes convaincus que des raisons économiques, sociales et culturelles font du combat pour la Wallonie un objectif primordial‘)
Im Januar 1977 wurde er nach dem Zusammenschluss der Wallonischen Partei für Freiheit und Fortschritt PLPW (Parti de la Liberté et du Progrès en Wallonie) mit der Wallonischen Versammlung RW (Rassemblement Wallon) zur Reform- und Freiheitspartei Walloniens PRLW (Parti de Réformes et de la Liberté en Wallonie) Vizepräsident der PRLW.
Zur allgemeinen Überraschung wurde Descamps bei der vorgezogenen Parlamentswahl am 17. Dezember 1978 nicht wieder direkt in den Senat gewählt. Allerdings wurde er 1979 für die Provinz Lüttich wieder Mitglied des Senats und darüber hinaus am 15. Oktober 1980 auch Mitglied des neuen Wallonischen Regionalrates (Conseil régional wallon) sowie Mitglied des Rates der Französischen Gemeinschaft Belgiens (Conseil de la Communauté française), denen er bis 1985 angehörte. Nachdem er bei der Parlamentswahl am 8. November 1981 wieder direkt zum Mitglied des Senats gewählt wurde, war er zuletzt zwischen 1985 und 1987 als Vertreter der Provinz Hennegau weiterhin Mitglied des Senats. Während seiner neuerlichen Senatszugehörigkeit war er Mitglied der Verteidigungskommission.
Nach dem Tode von Georges Destrebecq 1986 gab Pierre Descamps sein Mandat im Senat auf und wurde als Nachfolger Destrebecqs 1987 Bürgermeister von Belœil. Im Oktober 1988 kandidierte er zwar erneut für dieses Amt, wobei er jedoch nicht wiedergewählt wurde. Im Oktober 1989 gab er auch sein Mandat im Stadtrat auf. In der Folgezeit engagierte er sich als Präsident der Belgischen Organisation zur Krebsbekämpfung und wurde 1991 deren Ehrenpräsident.

## Hintergrundliteratur
- Tom Vandemoortele: Biografie van Pierre P. Descamps, PLP, 1986